# Scandalo a palazzo
Scandalo a palazzo (Le bon plaisir) è un film del 1984 diretto da Francis Girod.